# 肖迪奇
肖迪奇是英國倫敦東區及中心的一個地區，歷史上曾屬於米德爾塞克斯，1889年劃歸倫敦。現此地在行政區劃上肖迪奇屬於哈克尼倫敦自治市。
16世紀時，肖迪奇是伊麗莎白時代劇院的重要中心，從那時起它就一直是重要的娛樂中心。如今，當地擁有許多酒館、酒吧和夜總會 。大多數商業區位於最靠近倫敦市的 A10 路沿線，其餘地區大部分是住宅區。

## 地理
肖迪奇面積廣闊，但其歷史中心位於老街以南、肖迪奇高街和肖迪奇教堂的周圍。霍克斯頓和哈格斯頓區自中世紀以來一直是肖迪奇的一部分，分別佔據肖迪奇的西北部和東北部；然而，它們的範圍從未被正式定義。

## 歷史

### 起源

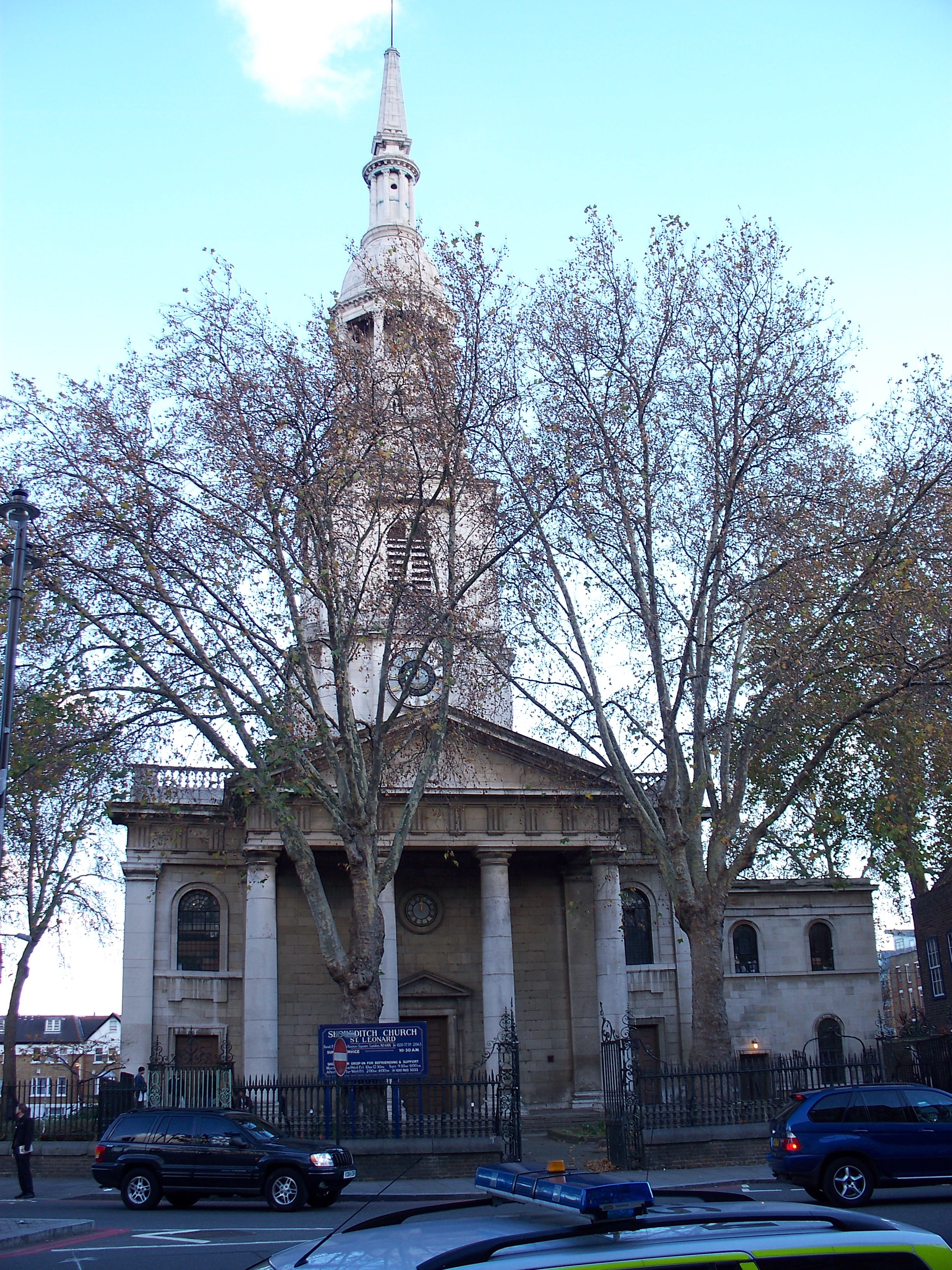
肖迪奇教堂

雖然現在是倫敦內城區的一部分，但肖迪奇以前是倫敦市的一個城外郊區，以肖迪奇教堂為中心，該教堂就座落於肖迪奇高街、金斯蘭路（Kingsland Road）與老街、哈克尼路交叉的舊十字路口。
肖迪奇高街、金斯蘭路是古羅馬厄爾明（Ermine）街和現代 A10 公路的一小部分。A10路也被稱為老北路，是一條通往北部的主要長途馬車路線，從主教門離開市區。老街-哈克尼路的東西向路線也可能原本是一條古羅馬道路，繞過南邊的倫敦市，連接錫爾切斯特和科爾切斯特。

### 莎士比亞和伊麗莎白時代的劇院
1574年，倫敦市禁止於市內興建劇院後，許多劇院陸續建於市郊。肖迪奇當地第一間劇院（名為「劇院」）則於1576年落成，倫敦考古博物館於2008年發掘出相關遺址，並於當地豎立了紀念牌匾。
威廉·莎士比亞曾住在附近的房屋中，俯瞰著市內主教門地區的聖海倫教堂墓地。他的早期戲劇首先在肖迪奇劇院和附近的幕牆劇院（Curtain Theatre，該劇院於1577年建成、位於肖迪奇首間劇院以南183米處，原址現亦有一塊紀念牌匾）上演。 《羅密歐與茱麗葉》首映很可能就是在肖迪奇首間劇院舉行，而莎士比亞的其他早期作品則可能是在幕牆劇院首映。《亨利五世》及《哈姆雷特》的早期版本也可能是在肖迪奇首次上演。
1599 年租約到期時，莎士比亞劇團將「劇院」的木材遷至南華克，以建造環球劇場。幕牆劇院則至少運作至 1627 年。
對這些早期劇院來說，肖迪奇郊區是很具吸引力的選址，因為和南華克一樣，它不在偏向清教徒式的倫敦市教父的管轄範圍之內。即便如此，它們還是引起了當代道德家的憤怒，就像當地的「非法和無序度假勝地的低劣公寓和房屋」以及「在此類惡臭和無序房屋中藏匿著大量放蕩、散漫和無禮的人，即貧窮的小屋、乞丐和沒有貿易的人的住所、馬厩、客棧、酒館、小酒館、改建為住宅的花園洋房、普通住宅、骰子屋、彎曲的小巷和妓院」。

### 17至18世紀
17 世紀期間，富有的商人和法國胡格諾派絲織工人遷移到當地，建立了以斯皮塔菲爾德（位於肖迪奇以南）為中心的紡織工業。到了 19 世紀，肖迪奇也成為了家具業的所在地，[24] ，現位於金斯蘭路的家博物館（Museum of the Home）有作紀念。這些行業在 19 世紀末開始衰退。

### 維多利亞時代

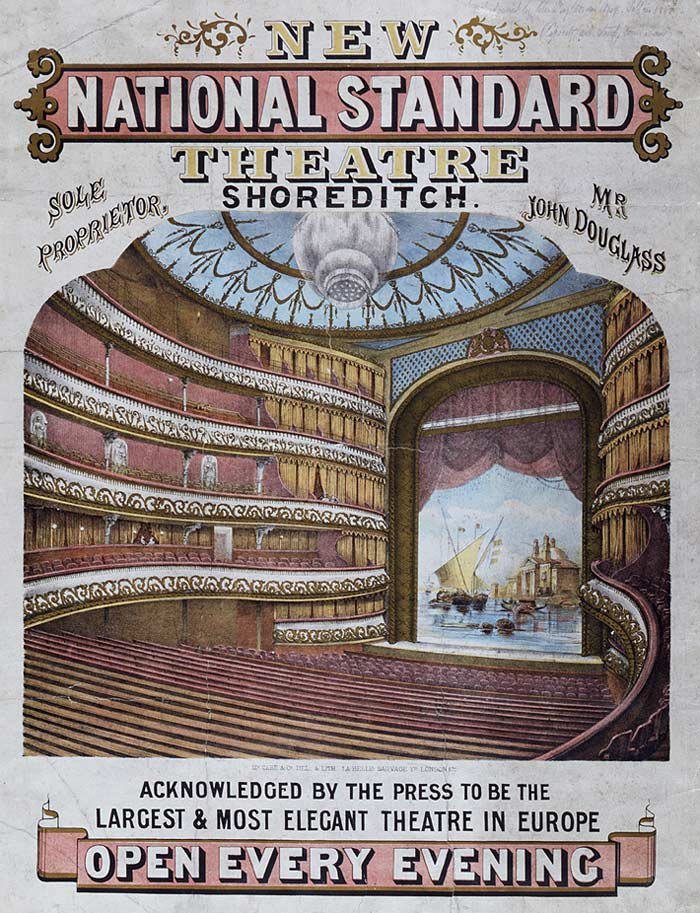
1867年的國標劇院海報

在 19 世紀和 20 世紀初，肖迪奇是可與倫敦西區相媲美的娛樂中心，擁有許多劇院和音樂廳，其中包括
- 「國標劇院」（National Standard Theatre，1837-1940），位於肖迪奇高街2/3/4號，於19世紀末曾是倫敦最大的劇院。舞台劇演員亨利·歐文亦曾在該劇院演出。該劇院於1926年轉型為戲院，隨後於1940年被拆卸。
- 「肖迪奇帝國」（Shoreditch Empire，1856-1935），又稱為「倫敦音樂廳」，位於肖迪奇高街95-99號。差利卓別靈於美國成名之前曾於該劇院演出[11]。該劇院於1934年被收購，並於翌年重建為貨倉[12]。

當地音樂廳的許多海報都保存在主教門學院及維多利亞和阿爾伯特博物館的收藏中。

### 20世紀

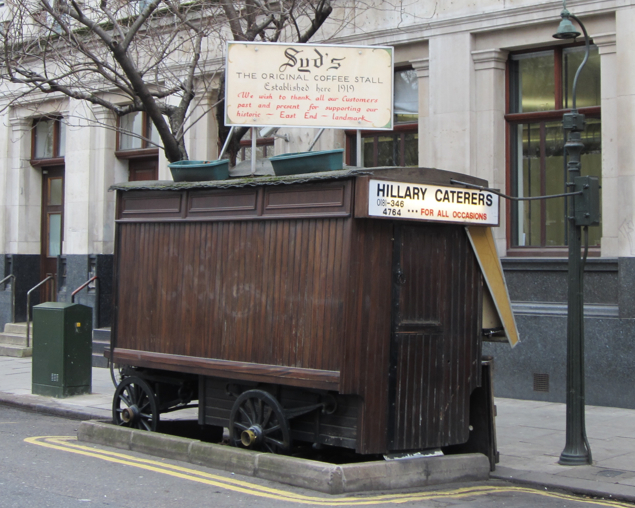
「悉之咖啡攤」（Syd's coffee stall）

1919年，一戰老兵悉尼·托希爾（Sydney Tothill）於肖迪奇的卡爾弗特大道開設了一個咖啡攤位，並將其命名為「悉之咖啡攤」。該攤位由一輛特製的馬車製成，並始終佔據同一地點。該輛馬車最終接通了電力、煤氣和供水管，但由於無法移動，在道路重新鋪設時，馬車周圍豎起了路緣石。該攤位於 2019 年 12 月 20 日結束營業前由托希爾家族的第三代後人經營。攤位關閉後，特製馬車被捐贈給倫敦博物館。
二戰期間，肖迪奇遭受猛烈轟炸，約495名當地居民喪生。當地被至少279枚高爆炸力炸彈、6 枚降落傘地雷、7 枚V-1飛彈、2 枚V-2火箭和數千枚 1 公斤燃燒裝置的攻擊。兩枚V-2火箭對當地住房和工業設施造成的破壞促成了肖迪奇公園和哈格斯頓公園的成立。
1970年，當時倫敦交通委員會的倫敦鐵路研究提出了一條名為車路士—哈克尼線的西南至東北地鐵線路，作為維多利亞線和弗利特線（現為銀禧線）竣工後的下一個項目。該計劃包括在肖迪奇教堂附近設立地鐵站，但最終該計劃並沒有落實。

### 現代

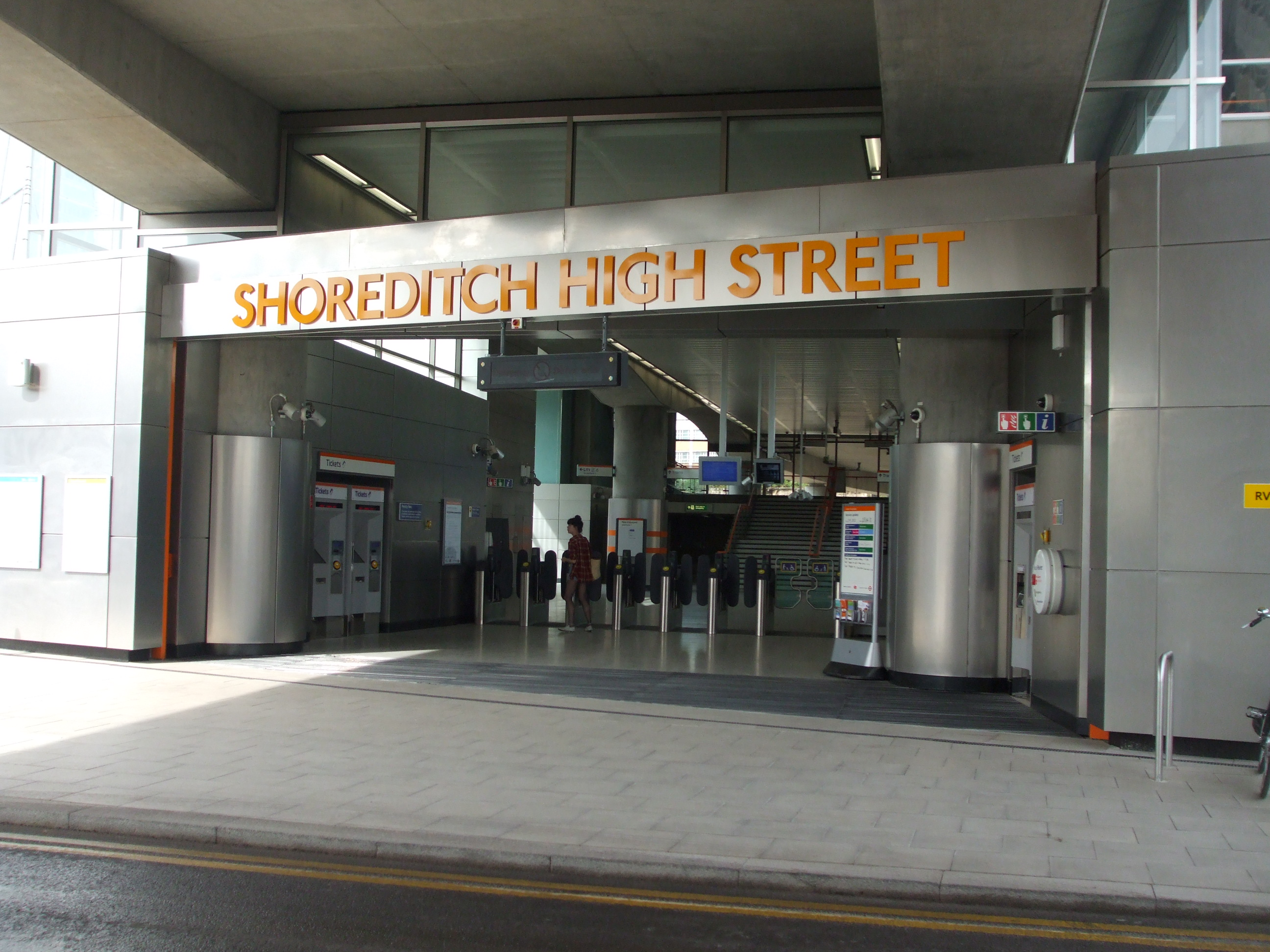
肖迪奇高街站，攝於2010年4月

肖迪奇曾經是一個以工人階層為主的地區，但自 1990 年代以來當地已成為倫敦的熱門和時尚地區，創意產業蓬勃。當地經常與鄰近的霍克斯頓相提並論，兩地都經歷了相當大的紳士化，土地和房地產價格隨之上漲。
1960年代中期，肖迪奇的主要街道（老街、肖迪奇高街和幕牆路、大東方街）形成了一個一英里長（1.5公里）的單向道路系統，造成交通擁擠、步行和騎自行車條件差、車速高、碰撞率高以及公車服務延誤等問題。該系統被視為「阻礙南肖迪奇文化復興的主要因素」 和「經濟復甦的障礙」。經過漫長的爭取行動後，當時新成立的倫敦交通局同意將大部分街道恢復為雙向通行，該計畫於 2002 年底完成。
2005年，英國政府宣佈為東倫敦線延伸線提供資金，以將既有地鐵線從白教堂站延伸，繞過肖迪奇站東側，並在靠近肖迪奇市中心的地方創建一個名為肖迪奇高街的新車站。該線現在由倫敦地上鐵服務，肖迪奇高街站則位於主教門貨場前址（該貨場已於 2004 年拆除）的部分場地上 。該站建在高架橋上，月台位於完全封閉的混凝土箱形結構中。這樣，未來就可以在保持該站運作的同時，於主教門貨場前址的其餘部分進行建築工程。

## 交通

### 鐵路
肖迪奇高街站位於貝思納爾綠地路上，由倫敦地上鐵（東倫敦線）列車提供服務，屬於倫敦軌道運輸第1收費區。從該站向南則有直達列車前往加拿大塘、克拉珀姆交匯、西克羅伊登、水晶宮、新十字、佩卡姆和白教堂等主要目的地。霍克斯頓站位於肖迪奇以北，在同一條線上。
貝思納爾綠地附近亦有一個地上鐵車站（屬李河谷線），提供前往哈克尼唐斯、七姊妹、清福德、恩菲爾德和切森特的服務。
利物浦街（   ）和老街地鐵站也在附近。該兩個車站也有英國國鐵服務。
2006 年之前，肖迪奇地鐵站一直由倫敦地鐵東倫敦線列車提供服務。該站於2006年關閉，並被2010年落成的肖迪奇高街站取代。

### 巴士
倫敦巴士 8、135、205、388、N8及N205號於肖迪奇的大東方街及主教門設站； 26、35、47、48、67、78及N26號則於肖迪奇高街設站； 55、149、242、243及N55號則於老街設站。

### 單車
桑坦德單車於肖迪奇亦設有站點。

## 相關相片

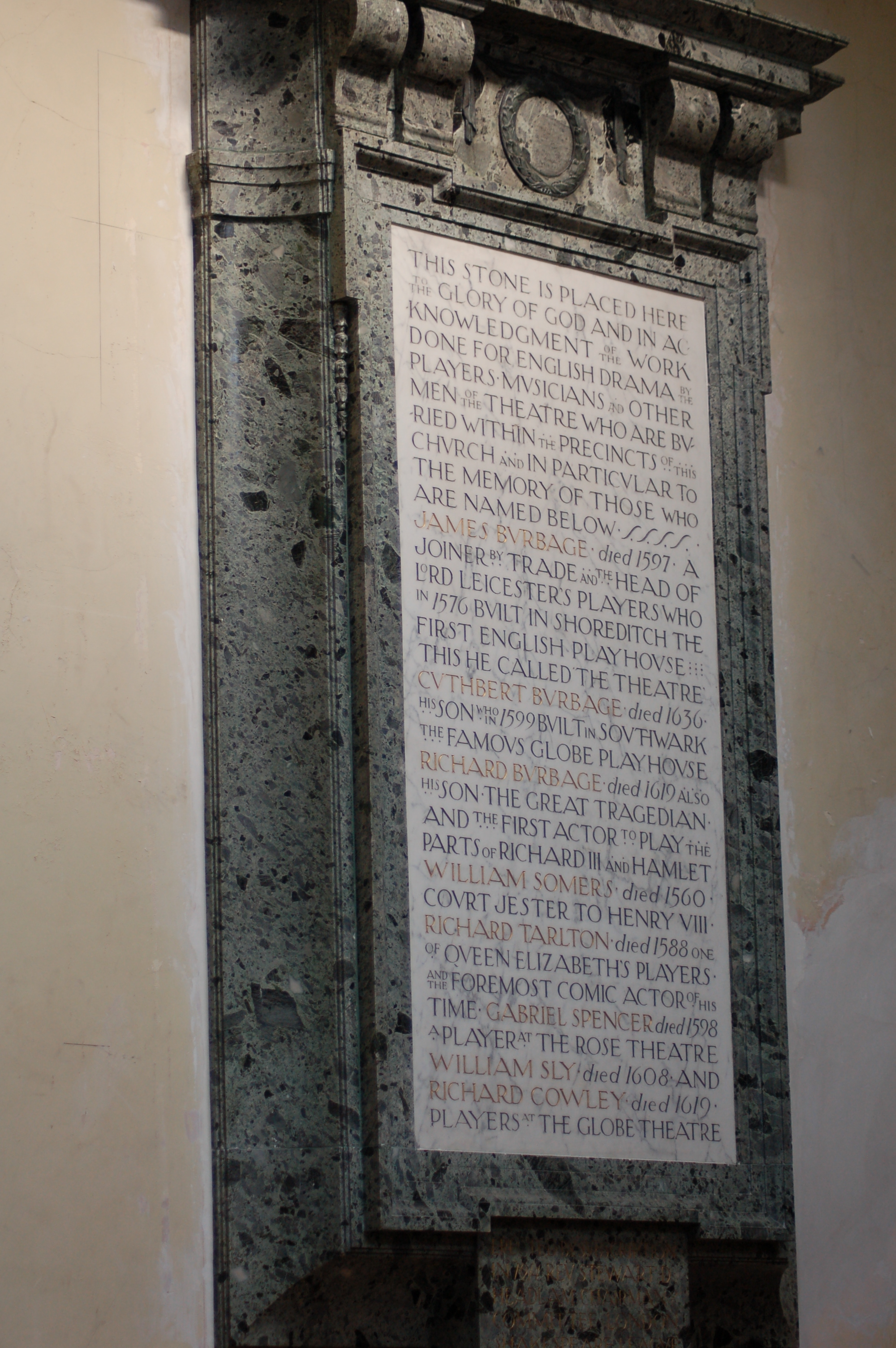
埋葬在肖迪奇教堂的伊麗莎白時代演員之紀念碑
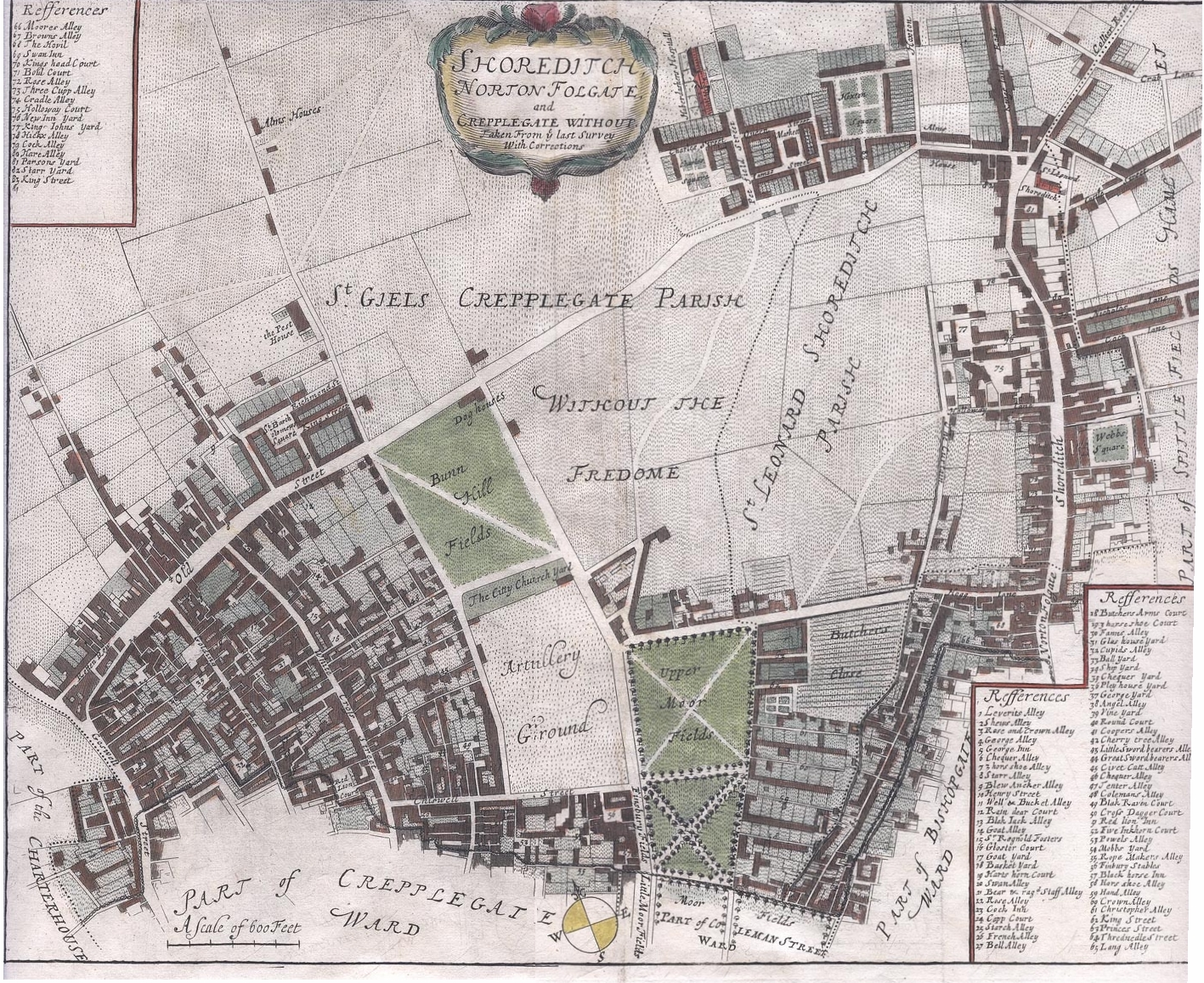
1755年的肖迪奇地圖
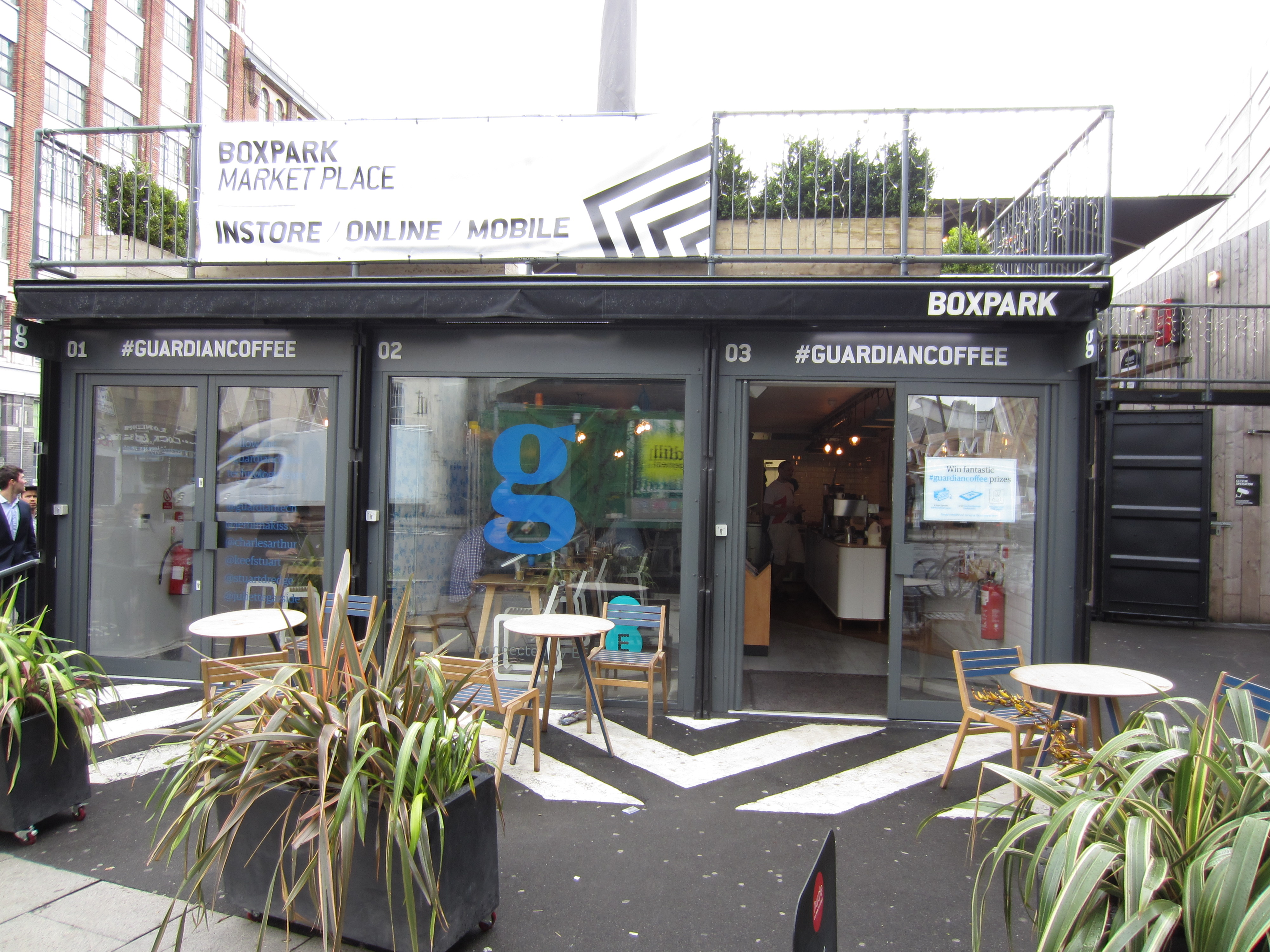
位於肖迪奇的一所咖啡廳
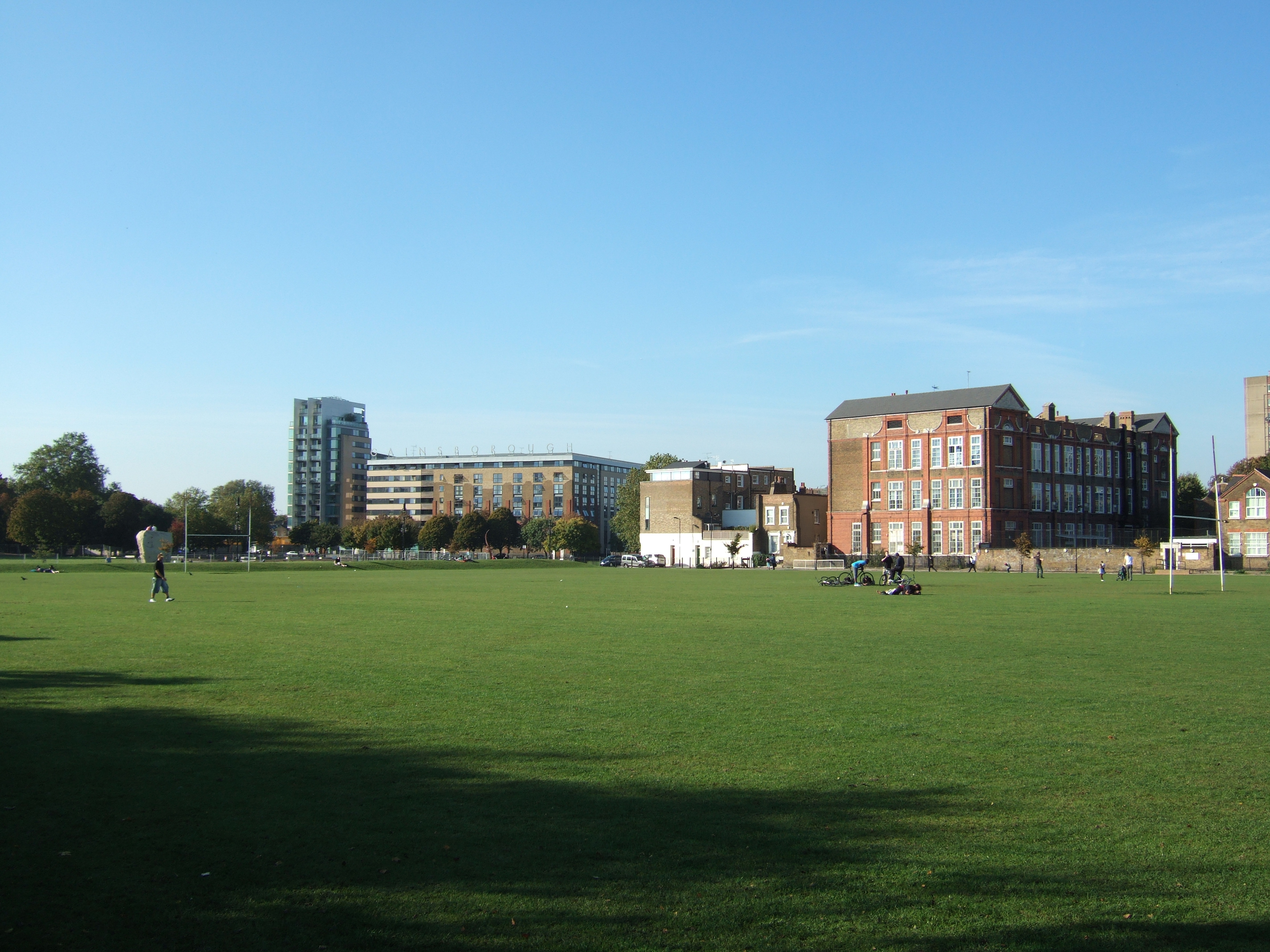
肖迪奇公園，攝於2008年
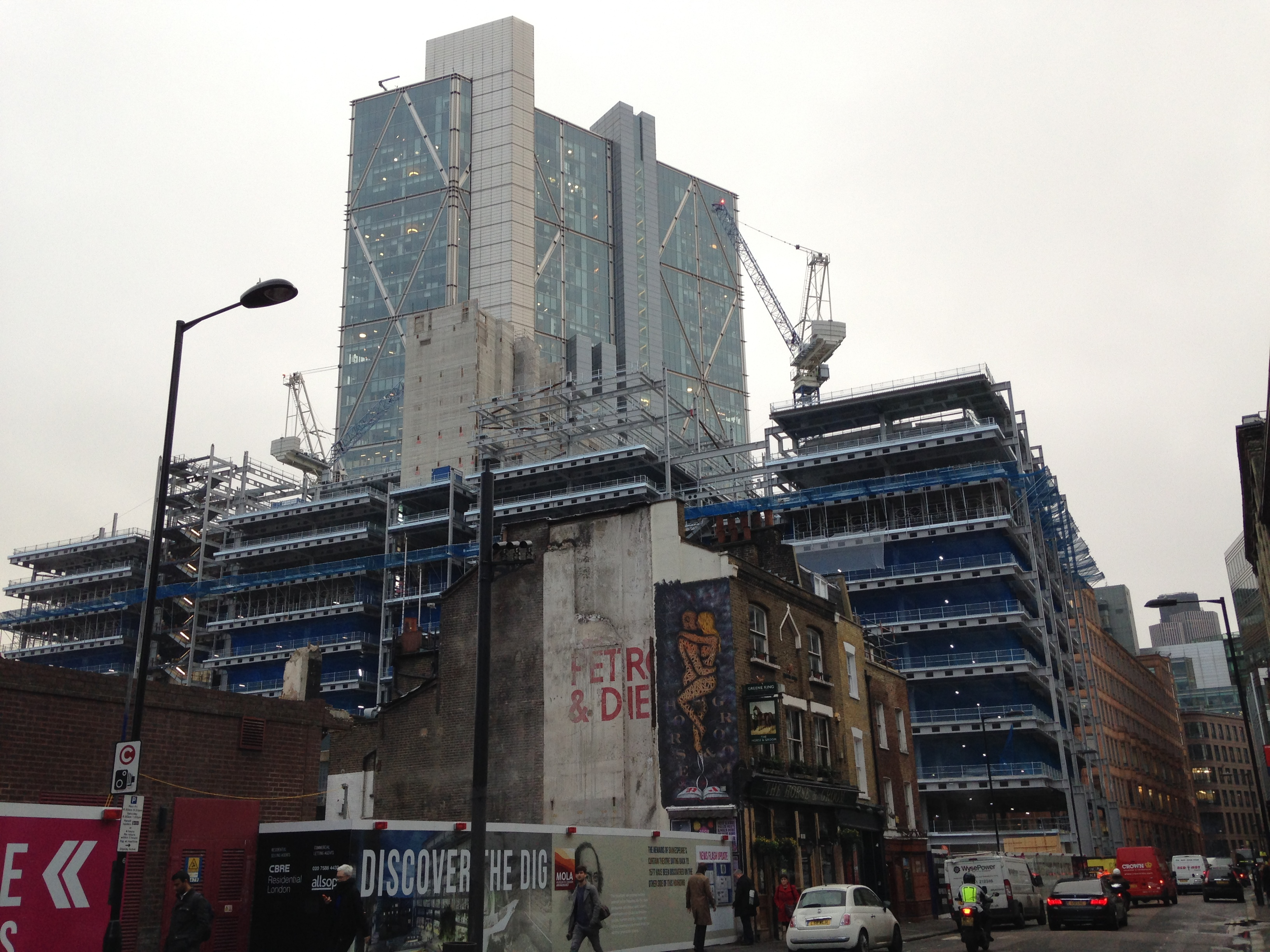
正進行重建的南肖迪奇區，攝於2015年